# Keone Kela
Keone Cole Kela (né le 16 avril 1993 à Los Angeles, Californie, États-Unis) est un lanceur de relève droitier des Rangers du Texas de la Ligue majeure de baseball.

## Carrière
Keone Kela, qui joue au baseball à l'école secondaire à Seattle au collège communautaire d'Everett (Washington), est repêché à deux reprises : par les Mariners de Seattle au 29e tour de sélection en 2011, puis par les Rangers du Texas au 12e tour en 2012. Il accepte l'offre des Rangers et débute en 2012 sa carrière professionnelle dans les ligues mineures.
Lanceur de relève droitier, Kela fait ses débuts dans le baseball majeur avec Texas le 7 avril 2015 contre les Athletics d'Oakland.
À sa saison recrue en 2015, Kela cumule 68 retraits sur des prises en 60 manches et un tiers lancées lors de 68 sorties et offre aux Rangers une excellente moyenne de points mérités de 2,39.

## Vie personnelle
La mère et le père de Keone Kela était âgé respectivement de 16 et 15 ans lorsqu'il est né. Ses grands-parents étant de Hilo, Keone Kela visite fréquemment Hawaii même s'il habite le continent et parle le créole hawaïen.